# Ginástica nos Jogos Olímpicos de Verão de 1896 - Cavalo com alças
A prova do Cavalo com alças foi o quarto evento da ginástica nos Jogos Olímpicos de Verão de 1896 a se realizar no dia 9 de abril. 15 atletas de cinco países disputaram a prova.

## Medalhistas
| Ouro   | SUI Louis Zutter        |
| Prata  | GER Hermann Weingärtner |
| Bronze | Nenhuma                 |

## Resultados

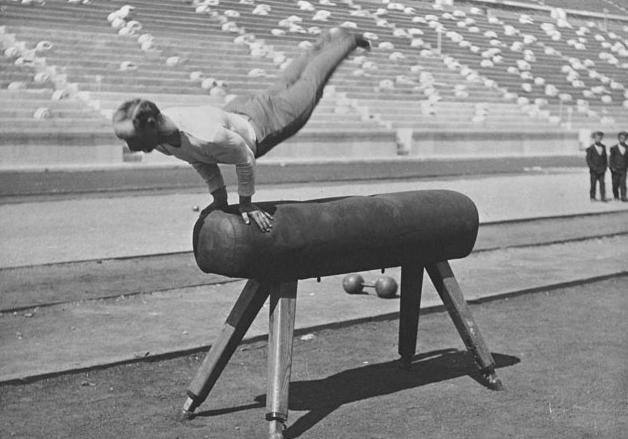
Carl Schuhmann compete no cavalo com alças

| Pos. | Atleta                    |
| ---- | ------------------------- |
|      | SUI Louis Zutter          |
|      | GER Hermann Weingärtner   |
| -    | GER Konrad Böcker         |
| -    | BUL Charles Champaud      |
| -    | GER Alfred Flatow         |
| -    | GER Gustav Flatow         |
| -    | GER Georg Hillmar         |
| -    | HUN Gyula Kakas           |
| -    | GER Fritz Manteuffel      |
| -    | GER Karl Neukirch         |
| -    | GRE Aristovoulos Petmezas |
| -    | GER Richard Röstel        |
| -    | GER Gustav Schuft         |
| -    | GER Carl Schuhmann        |